# Giro di Danimarca 2005
Il Giro di Danimarca 2005, quindicesima edizione della corsa, si svolse dal 3 al 7 agosto 2005 su un percorso di 851 km ripartiti in 6 tappe, con partenza da Skive e arrivo a Frederiksberg. Fu vinto dall'italiano Ivan Basso della Team CSC davanti al norvegese Kurt Asle Arvesen e all'australiano Rory Sutherland.

## Tappe
| Tappa  | Data     | Percorso                            | km    | Vincitore di tappa | Leader cl. generale |
| ------ | -------- | ----------------------------------- | ----- | ------------------ | ------------------- |
| 1ª     | 3 agosto | Skive > Skive                       | 208,5 | Ivan Basso         | Ivan Basso          |
| 2ª     | 4 agosto | Viborg > Aarhus                     | 187   | Ivan Basso         | Ivan Basso          |
| 3ª     | 5 agosto | Aarhus > Vejle                      | 187   | Ivan Basso         | Ivan Basso          |
| 4ª     | 6 agosto | Assens > Odense                     | 90    | Paride Grillo      | Ivan Basso          |
| 5ª     | 6 agosto | Nyborg > Nyborg (cron. individuale) | 13,8  | Ivan Basso         | Ivan Basso          |
| 6ª     | 7 agosto | Slagelse > Frederiksberg            | 165   | André Greipel      | Ivan Basso          |
| Totale | Totale   | Totale                              | 851   |                    |                     |

## Dettagli delle tappe

### 1ª tappa
- 3 agosto: Skive > Skive – 208,5 km

| Pos. | Corridore         | Squadra   | Tempo    |
| ---- | ----------------- | --------- | -------- |
| 1    | Ivan Basso        | CSC       | 4h55'13" |
| 2    | André Greipel     | Wiesenhof | a 9"     |
| 3    | Kurt Asle Arvesen | CSC       | s.t.     |

| Pos. | Corridore         | Squadra   | Tempo    |
| ---- | ----------------- | --------- | -------- |
| 1    | Ivan Basso        | CSC       | 4h55'03" |
| 2    | André Greipel     | Wiesenhof | a 13"    |
| 3    | Kurt Asle Arvesen | CSC       | a 15"    |

### 2ª tappa
- 4 agosto: Viborg > Aarhus – 187 km

| Pos. | Corridore        | Squadra   | Tempo    |
| ---- | ---------------- | --------- | -------- |
| 1    | Ivan Basso       | CSC       | 4h31'08" |
| 2    | Daniele Nardello | T-Mobile  | s.t.     |
| 3    | André Greipel    | Wiesenhof | s.t.     |

| Pos. | Corridore        | Squadra   | Tempo    |
| ---- | ---------------- | --------- | -------- |
| 1    | Ivan Basso       | CSC       | 9h26'01" |
| 2    | André Greipel    | Wiesenhof | a 19"    |
| 3    | Daniele Nardello | T-Mobile  | a 23"    |

### 3ª tappa
- 5 agosto: Aarhus > Vejle – 187 km

| Pos. | Corridore            | Squadra  | Tempo    |
| ---- | -------------------- | -------- | -------- |
| 1    | Ivan Basso           | CSC      | 4h44'15" |
| 2    | Rory Sutherland      | Rabobank | a 1'09"  |
| 3    | Moises Aldape Chavez | Panaria  | s.t.     |

| Pos. | Corridore        | Squadra  | Tempo     |
| ---- | ---------------- | -------- | --------- |
| 1    | Ivan Basso       | CSC      | 14h10'02" |
| 2    | Daniele Nardello | T-Mobile | a 1'45"   |
| 3    | Rory Sutherland  | Rabobank | a 1'46"   |

### 4ª tappa
- 6 agosto: Assens > Odense – 90 km

| Pos. | Corridore      | Squadra | Tempo    |
| ---- | -------------- | ------- | -------- |
| 1    | Paride Grillo  | Panaria | 1h56'36" |
| 2    | Alexandre Usov | AG2R    | s.t.     |
| 3    | Tomas Vaitkus  | AG2R    | s.t.     |

| Pos. | Corridore        | Squadra  | Tempo     |
| ---- | ---------------- | -------- | --------- |
| 1    | Ivan Basso       | CSC      | 16h06'38" |
| 2    | Daniele Nardello | T-Mobile | a 1'45"   |
| 3    | Rory Sutherland  | Rabobank | a 1'46"   |

### 5ª tappa
- 6 agosto: Nyborg > Nyborg (cron. individuale) – 13,8 km

| Pos. | Corridore         | Squadra | Tempo  |
| ---- | ----------------- | ------- | ------ |
| 1    | Ivan Basso        | CSC     | 16'15" |
| 2    | Jens Voigt        | CSC     | a 24"  |
| 3    | Kurt Asle Arvesen | CSC     | a 40"  |

| Pos. | Corridore         | Squadra  | Tempo     |
| ---- | ----------------- | -------- | --------- |
| 1    | Ivan Basso        | CSC      | 16h22'53" |
| 2    | Kurt Asle Arvesen | CSC      | a 2'28"   |
| 3    | Rory Sutherland   | Rabobank | a 2'51"   |

### 6ª tappa
- 7 agosto: Slagelse > Frederiksberg – 165 km

| Pos. | Corridore     | Squadra   | Tempo    |
| ---- | ------------- | --------- | -------- |
| 1    | André Greipel | Wiesenhof | 3h35'37" |
| 2    | Tomas Vaitkus | AG2R      | s.t.     |
| 3    | Paride Grillo | Panaria   | s.t.     |

| Pos. | Corridore         | Squadra  | Tempo     |
| ---- | ----------------- | -------- | --------- |
| 1    | Ivan Basso        | CSC      | 19h58'37" |
| 2    | Kurt Asle Arvesen | CSC      | a 2'21"   |
| 3    | Rory Sutherland   | Rabobank | a 2'51"   |

## Classifiche finali

### Classifica generale
| Pos. | Corridore          | Squadra                 | Tempo     |
| ---- | ------------------ | ----------------------- | --------- |
| 1    | Ivan Basso         | Team CSC                | 19h58'37" |
| 2    | Kurt Asle Arvesen  | Team CSC                | a 2'21"   |
| 3    | Rory Sutherland    | Rabobank                | a 2'51"   |
| 4    | Tomas Vaitkus      | Ag2r Prévoyance         | a 2'55"   |
| 5    | Daniele Nardello   | T-Mobile                | a 3'07"   |
| 6    | Sergey Lagutin     | Landbouwkrediet-Colnago | a 3'41"   |
| 7    | Grischa Niermann   | Rabobank                | a 3'50"   |
| 8    | Alexander Kolobnev | Rabobank                | a 3'56"   |
| 9    | Roy Sentjens       | Rabobank                | a 3'58"   |
| 10   | André Greipel      | Team Wiesenhof          | a 4'05"   |